# 821 (číslo)
Osm set dvacet jedna je přirozené číslo, které následuje po čísle osm set dvacet a předchází číslu osm set dvacet dva. Římskými číslicemi se zapisuje DCCCXXI.

## Matematika
821 je:
- Prvočíslo
- Nešťastné číslo
- Nepříznivé číslo

## Astronomie
- (821) Fanny je planetka hlavního pásu, kterou objevil v roce 1916 Max Wolf

## Roky
- 821
- 821 př. n. l.